# Liste des lacs à Madagascar
La liste des lacs à Madagascar répertorie la liste non exhaustive des lacs présents sur le territoire de Madagascar,.

## Lacs notoires et catégories de lacs présents dans le pays
Selon une estimation de 1990, Madagascar compte environ 530 plans d'eau tels que lacs, lagunes et réservoirs d'une superficie de plus de 0,2 km2 (20 hectares).

## Liste des lacs
| #   | Lac                  | Type            | GPS                          | Région           | Superficie (km2) | Images | Réf.   |
| --- | -------------------- | --------------- | ---------------------------- | ---------------- | ---------------- | ------ | ------ |
| 1.  | Lac Alaotra          | Lac d'eau douce | 17° 29′ 59″ S, 48° 29′ 59″ E | Alaotra-Mangoro  | 430              |        | [ 4 ]  |
| 2.  | Lac Tsimanampetsotsa | Lac salé        | 24° 06′ 59″ S, 43° 45′ 00″ E | Atsimo-Andrefana | 456              |        | .      |
| 3.  | Lac Kinkony          | Lac d'eau douce | 16° 09′ 00″ S, 45° 50′ 00″ E | Boeny            | 139              |        | .      |
| 4.  | Lac Ihotry           | Lac d'eau douce | 21° 55′ 00″ S, 43° 39′ 59″ E | Atsimo-Andrefana | 96-112           |        | [ 7 ]  |
| 5.  | Lac Itasy            | Lac de cratère  | 19° 04′ 00″ S, 46° 47′ 00″ E | Itasy            | 35               |        | [ 8 ]  |
| 6.  | Lac Tsiazompaniry    | Réservoir       | 19° 16′ 13″ S, 47° 51′ 00″ E | Analamanga       | 31               |        | [ 9 ]  |
| 7.  | Lac Mantasoa         | Réservoir       | 19° 01′ 12″ S, 47° 51′ 36″ E | Analamanga       | 20               |        | [ 10 ] |
| 8.  | Lacs Manambolomaty   | Lac d'eau douce |                              | Melaky           | 7,49             |        |        |
| 9.  | Lac Antsidihy        | Lac de cratère  |                              | Diana            | 0,16             |        |        |
| 10. | Lac Amparihibe       | Lac de cratère  |                              | Diana            | 12,5             |        |        |
| 11. | Lac Anosy            | Réservoir       |                              | Analamanga       | 2                |        |        |
| 12. | Lac Mandraka         | Réservoir       |                              | Analamanga       | 20,05            |        | [ 10 ] |
| 13. | Lac Tritriva         | Lac de cratère  |                              | Vakinankaratra   | -                |        |        |
| 14. | Lac Tseny            | Lac d'eau douce |                              | Sofia            | 6.41             |        |        |
| 15. | Lac Komanaomby       | ?               |                              | Menabe           | 18               |        |        |
| 16. | Lac Bemamba          | ?               |                              | Melaky           | 16               |        |        |
| 17. | Lac Hima             | ?               |                              | Menabe           | 15,5             |        |        |
| 18. | Lac Mandrozo         | Lac d'eau douce |                              | Melaky           | 18               |        |        |
| 19. | Lac Ravelobe         | Lac d'eau douce |                              | Boeny            | 0.33             |        |        |
| 20. | Lac Tsimaloto        | ?               |                              | Boeny            | 0.1              |        |        |
| 21. | Lac Ampijoroa        | Lac d'eau douce |                              | Boeny            | -                |        |        |
| 22. | Lac Antsimalo        | ?               |                              | Boeny            | -                |        |        |
| 23. | Lac Ankomakoma       | ?               |                              | Boeny            | -                |        |        |
| 24. | Lac Amparihy         | ?               |                              | Analamanga       | 8.20             |        |        |
| 25. | Lac d'Antagnavo      | Lac de cratère  |                              | Diana            | 1.56             |        |        |
| 26. | Lac Andraikiba       | Lac de cratère  |                              | Vakinankaratra   | -                |        |        |
| 27. | Lac Tsarasaotra      | Lac d'eau douce |                              | Analamanga       |                  |        |        |
| 28. | Lac Vontovorona      | Lac d'eau douce |                              | Analamanga       |                  |        |        |
| 29. | Lac Sofia            | Lac d'eau douce |                              | Sofia            |                  |        |        |
| 30. | Lac Tatamarina       | Lac de cratère  |                              | Vakinankaratra   |                  |        |        |
| 31. | Lacs Mont Passot     | Lac de cratère  |                              | Diana            |                  |        |        |
| 32. | Lac Rasoabe          | Lac salé        |                              | Atsinanana       |                  |        |        |

## Liste de lacs par région
Cette page contient une liste non exhaustive des lacs de Madagascar par région. Les données proviennent de GNS  et d'OpenStreetMap .

### Alaotra Mangoro
La région Alaotra Mangoro contient 5 lacs. Le plus grand est le lac Alaotra avec une superficie de 20 538 hectares.
| Nom du lac        | Superficie (ha) | Coordonnées géographiques |
| ----------------- | --------------- | ------------------------- |
| lac Alaotra       | 20 538          | -17.4797, 48.5196         |
| lac Ambodiakondro | 3               | -18.9532, 48.2367         |
| lac Anatrahomby   | 37              | -17.3361, 48.347          |
| lac Antsirakely   | 23              | -17.2203, 48.3657         |
| lac Antsomangana  | 1 180           | -17.1978, 48.4627         |

### Analamanga
La région Analamanga contient 24 lacs. Le plus grand est le lac Tsiazompaniry avec une superficie de 2 445 hectares.
| Nom du lac               | Superficie (ha) | Coordonnées géographiques |
| ------------------------ | --------------- | ------------------------- |
| lac Amandrohana          | 20              | -18.4384, 47.5543         |
| lac Amaroelatra          | 91              | -18.4313, 47.5442         |
| lac Ambohidrazaka        | 1               | -18.5305, 47.2239         |
| lac Amparibe             | 29              | -18.76, 47.1757           |
| lac Amparihibe           | 45              | -18.1007, 47.6903         |
| lac Amparihinandriambavy | 270             | -18.0207, 47.7851         |
| lac Amparihy             | 1               | -18.821, 47.4376          |
| lac Andranofotsy         | 149             | -18.3634, 47.6032         |
| lac Ankarakaraka         | 308             | -18.3689, 47.5711         |
| lac Anosy                | 17              | -18.9155, 47.5217         |
| lac Antaboaka            | 4               | -19.0138, 47.1631         |
| lac Bebokaky             | 99              | -22.0329, 43.4099         |
| lac Bethany              | 3               | -18.8375, 49.0746         |
| lac Chamille             | 1               | -18.8685, 47.5357         |
| lac Lohazozoro           | 31              | -18.9914, 47.4295         |
| lac Mahazoarivo          | 8               | -18.9443, 47.5438         |
| lac Malay                | 20              | -18.2695, 47.6199         |
| lac Mamamba              | 183             | -18.8255, 47.4764         |
| lac Mamiomby Amparihy    | 1               | -18.7007, 47.4505         |
| lac Mandroseza           | 42              | -18.9324, 47.5535         |
| lac Mantasoa             | 1 560           | -19.0093, 47.8679         |
| lac Masay                | 71              | -18.8793, 47.5367         |
| lac Tsiazompaniry        | 2 445           | -19.2831, 47.8643         |
| lac Tsimbazaza           | 1               | -18.9298, 47.5261         |

### Analanjirofo
La région Analanjirofo contient 3 lacs. Le plus grand est le lac Tampolo avec une superficie de 156 hectares.
| Nom du lac            | Superficie (ha) | Coordonnées géographiques |
| --------------------- | --------------- | ------------------------- |
| lac Amparihy          | 15              | -15.0382, 49.5844         |
| lac Lohanimanandriana | 2               | -14.9499, 49.5492         |
| lac Tampolo           | 156             | -17.2593, 49.4347         |

### Androy
La région Androy contient 2 lacs. Le plus grand est le lac d'Ihodo avec une superficie de 29 hectares.
| Nom du lac     | Superficie (ha) | Coordonnées géographiques |
| -------------- | --------------- | ------------------------- |
| lac Sihanapoty | 4               | -25.3443, 45.6772         |
| lac d'Ihodo    | 29              | -25.3529, 45.6613         |

### Anosy
La région Anosy contient 14 lacs. Le plus grand est le lac Anony avec une superficie de 2 535 hectares.
| Nom du lac          | Superficie (ha) | Coordonnées géographiques |
| ------------------- | --------------- | ------------------------- |
| lac Ambavarano      | 298             | -24.9655, 47.0457         |
| lac Andovoky        | 70              | -24.1606, 47.3883         |
| lac Andrananany     | 741             | -25.074, 46.8728          |
| lac Andratoloharano | 354             | -25.0857, 46.8402         |
| lac Andriambe       | 773             | -25.0572, 46.9198         |
| lac Anony           | 2 535           | -25.1228, 46.4772         |
| lac Eromba          | 153             | -25.1625, 46.6052         |
| lac Lanirano        | 103             | -25.0023, 46.9895         |
| lac Lohanivondro    | 32              | -24.6153, 47.2386         |
| lac Mahampy         | 29              | -24.1803, 47.3889         |
| lac Mananivo        | 513             | -24.9177, 47.1119         |
| lac Ranfotsy        | 460             | -25.1284, 46.7133         |
| lac Sarida          | 38              | -25.157, 46.5853          |
| lac Sihanaky        | 41              | -24.5988, 47.2474         |

### Atsimo Andrefana
La région Atsimo Andrefana contient 10 lacs. Le plus grand est le lac Ihotry avec une superficie de 18 589 hectares.
| Nom du lac           | Superficie (ha) | Coordonnées géographiques |
| -------------------- | --------------- | ------------------------- |
| lac Andranokira      | 79              | -21.8995, 43.524          |
| lac Andranolava      | 86              | -21.7899, 43.6923         |
| lac Andranomay       | 96              | -23.5648, 44.3207         |
| lac Iakavia          | 173             | -21.6033, 45.4092         |
| lac Ihotry           | 18 589          | -21.9556, 43.6928         |
| lac Iotry            | 250             | -23.5255, 44.3367         |
| lac Kiliolio         | 102             | -21.8021, 43.559          |
| lac Mamono           | 28              | -21.8118, 43.4547         |
| lac Marohatay        | 2 027           | -22.1029, 43.4042         |
| lac Tsimanampetsotsa | 1 794           | -24.1274, 43.7527         |

### Atsimo Atsinanana
La région Atsimo Atsinanana contient 2 lacs. Le plus grand est le lac Masihanaka avec une superficie de 1 560 hectares.
| Nom du lac     | Superficie (ha) | Coordonnées géographiques |
| -------------- | --------------- | ------------------------- |
| lac Eria       | 957             | -24.0518, 47.4448         |
| lac Masihanaka | 1 560           | -23.5827, 47.6042         |

### Atsinanana
La région Atsinanana contient 21 lacs. Le plus grand est le lac Nosive avec une superficie de 3 924 hectares.
| Nom du lac       | Superficie (ha) | Coordonnées géographiques |
| ---------------- | --------------- | ------------------------- |
| lac Ambaninikoro | 64              | -18.2789, 49.3589         |
| lac Amboditafara | 31              | -19.0313, 49.0629         |
| lac Ambokambatsy | 88              | -19.0073, 49.0754         |
| lac Ampitabe     | 1 575           | -18.6143, 49.2223         |
| lac Andovolallna | 203             | -18.2984, 49.3156         |
| lac Andrano      | 46              | -20.1265, 48.7021         |
| lac Andranobe    | 309             | -20.093, 48.722           |
| lac Anjanaborona | 179             | -18.8226, 49.1446         |
| lac Doanivato    | 68              | -19.1687, 49.0063         |
| lac Ihosy        | 1 595           | -19.7785, 48.7988         |
| lac Irangy       | 515             | -18.5234, 49.2577         |
| lac Nosive       | 3 924           | -18.3856, 49.313          |
| lac Rasoabe      | 2 132           | -18.7643, 49.1685         |
| lac Rasoamasay   | 786             | -18.7041, 49.1817         |
| lac Saropakina   | 987             | -18.4602, 49.2815         |
| lac Sondrara     | 30              | -19.0675, 49.0553         |
| lac Takanivona   | 233             | -18.5329, 49.2444         |
| lac Tampolo      | 78              | -19.2512, 48.9844         |
| lac Vangoana     | 887             | -19.5251, 48.8095         |
| lac Varanta      | 205             | -19.2176, 48.9836         |
| lac Voronkontsy  | 56              | -19.378, 48.9474          |

### Betsiboka
La région Betsiboka contient 16 lacs. Le plus grand est le lac Amparihibe avec une superficie de 2 129 hectares.
| Nom du lac            | Superficie (ha) | Coordonnées géographiques |
| --------------------- | --------------- | ------------------------- |
| lac Amparihibe        | 2 129           | -16.6778, 46.9269         |
| lac Amparihinandriana | 429             | -16.8121, 46.9702         |
| lac Anahidrano        | 61              | -16.8287, 46.8146         |
| lac Andobobe          | 11              | -16.7142, 46.8922         |
| lac Andranotapaka     | 214             | -16.6891, 46.8112         |
| lac Ankara            | 74              | -16.8455, 46.8206         |
| lac Bekipoly          | 1 294           | -16.7193, 46.9985         |
| lac Bendrony          | 936             | -16.8214, 46.805          |
| lac Bero              | 104             | -16.8897, 46.8127         |
| lac Bonga             | 197             | -16.6878, 46.748          |
| lac Kamotro           | 1 666           | -16.7354, 46.7443         |
| lac Kapingo           | 205             | -16.6422, 46.7213         |
| lac Komandio          | 1 079           | -17.0107, 46.6638         |
| lac Levona            | 31              | -16.4343, 47.3931         |
| lac Mangabe           | 338             | -16.7143, 46.8285         |
| lac Marosakoa         | 175             | -16.6589, 46.7876         |

### Boeny
La région Boeny contient 39 lacs. Le plus grand est le lac Kinkony avec une superficie de 15 904 hectares.
| Nom du lac            | Superficie (ha) | Coordonnées géographiques |
| --------------------- | --------------- | ------------------------- |
| lac Ambarijeby        | 16              | -15.8186, 47.0733         |
| lac Amboaboka         | 38              | -15.9788, 45.7701         |
| lac Amboromalandy     | 779             | -16.1345, 46.7643         |
| lac Amparialimy       | 35              | -16.4758, 45.2673         |
| lac Amparihikely      | 504             | -16.187, 45.9959          |
| lac Amparihy          | 30              | -15.6293, 46.5868         |
| lac Ampijoroabe       | 77              | -16.3088, 46.8181         |
| lac Ampondrabe        | 168             | -15.7169, 46.5155         |
| lac Andrano Voribe    | 27              | -16.4346, 44.9696         |
| lac Anjanaboro        | 76              | -16.3673, 44.9761         |
| lac Antsadramatsikely | 46              | -16.0001, 45.4747         |
| lac Antsakoabe        | 24              | -15.809, 47.037           |
| lac Antsiketraka      | 157             | -16.2537, 46.1711         |
| lac Bekadradraky      | 87              | -16.3202, 44.9381         |
| lac Belango           | 459             | -16.4207, 46.7427         |
| lac Bemakamba         | 85              | -16.5362, 47.0154         |
| lac Bemangidy         | 156             | -16.5044, 47.156          |
| lac Betakilotsy       | 22              | -16.3507, 44.9542         |
| lac Garagaga          | 31              | -16.5652, 46.4969         |
| lac Katondro          | 1 709           | -16.2441, 46.0365         |
| lac Kinkony           | 15 904          | -16.1709, 45.8255         |
| lac Le Grand          | 10              | -15.6533, 46.4173         |
| lac Mahiagogo         | 83              | -16.3853, 47.4184         |
| lac Manary            | 47              | -16.4504, 46.7999         |
| lac Mangarahara-Abo   | 848             | -16.5544, 46.9554         |
| lac Maroakora         | 144             | -15.8012, 47.0288         |
| lac Marokombo         | 44              | -16.3709, 44.9638         |
| lac Maromaniry        | 18              | -16.4291, 47.0735         |
| lac Marovoay          | 13              | -15.5895, 46.6597         |
| lac Marovovo          | 387             | -16.4475, 46.7144         |
| lac Matsabory         | 2 285           | -16.5273, 46.7497         |
| lac Matsabory         | 100             | -16.1309, 46.5588         |
| lac Mitsinjo          | 2 263           | -16.0436, 45.8419         |
| lac Ranovorimena      | 5               | -16.6921, 46.5537         |
| lac Sariaka           | 136             | -15.9856, 45.2018         |
| lac Sariaka           | 90              | -16.2494, 44.93           |
| lac Tsararavina       | 81              | -16.4347, 47.0875         |
| lac Tsiambara         | 155             | -15.9118, 45.989          |
| lac Tsimaloto         | 34              | -16.2229, 47.1329         |

### Bongolava
La région Bongolava contient 8 lacs. Le plus grand est le lac Lokotay avec une superficie de 40 hectares.
| Nom du lac            | Superficie (ha) | Coordonnées géographiques |
| --------------------- | --------------- | ------------------------- |
| lac Amparihimanga     | 20              | -18.8541, 46.5465         |
| lac Amparihinandrjana | 1               | -18.8843, 46.5407         |
| lac Analandrandirana  | 15              | -18.5517, 46.1289         |
| lac Benjaka           | 9               | -18.6669, 46.5054         |
| lac Bevia             | 26              | -18.1557, 45.988          |
| lac Lokotay           | 40              | -18.8998, 46.5241         |
| lac Mangarahara       | 2               | -18.6841, 46.5229         |
| lac Mangarika         | 14              | -18.6411, 46.5153         |

### Diana
La région Diana contient 15 lacs. Le plus grand est le lac Amparihibe avec une superficie de 163 hectares.
| Nom du lac               | Superficie (ha) | Coordonnées géographiques |
| ------------------------ | --------------- | ------------------------- |
| lac Ambery               | 2               | -12.8226, 49.3503         |
| lac Ampanihy             | 18              | -13.3017, 49.1221         |
| lac Amparihibe           | 163             | -13.3217, 48.2117         |
| lac Ampombilava          | 18              | -13.3936, 48.2438         |
| lac Andjavibe            | 34              | -13.2948, 48.2227         |
| lac Antanavo             | 159             | -12.7494, 49.2548         |
| lac Antsahamanavaka      | 46              | -13.3276, 48.2439         |
| lac Antsalovana          | 22              | -12.9914, 49.4076         |
| lac Bemapaza             | 21              | -13.3164, 48.2373         |
| lac Mahery               | 22              | -12.4416, 49.2441         |
| lac Maintiroro           | 41              | -13.2644, 49.1223         |
| lac Matsaboribe          | 121             | -13.5531, 48.8003         |
| lac Matsaboribe          | 8               | -13.4944, 48.8649         |
| lac Matsaboribe-Ambatafo | 4               | -13.4426, 48.7777         |
| lac Matsaborilava        | 7               | -13.4769, 48.8633         |

### Fitovinany
La région Fitovinany contient 3 lacs. Le plus grand est le lac Andranobe avec une superficie de 665 hectares.
| Nom du lac    | Superficie (ha) | Coordonnées géographiques |
| ------------- | --------------- | ------------------------- |
| lac Andranobe | 665             | -21.5551, 48.2476         |
| lac Fanolana  | 97              | -21.523, 48.2434          |
| lac Tampolo   | 433             | -21.9184, 48.0897         |

### Haute Matsiatra
La région Haute Matsiatra contient 1 lac, le lac Sahambavy avec une superficie de 38 hectares.
| Nom du lac    | Superficie (ha) | Coordonnées géographiques |
| ------------- | --------------- | ------------------------- |
| lac Sahambavy | 38              | -21.4525, 47.2607         |

### Itasy
La région Itasy contient 12 lacs. Le plus grand est le lac Itasy avec une superficie de 3 273 hectares.
| Nom du lac        | Superficie (ha) | Coordonnées géographiques |
| ----------------- | --------------- | ------------------------- |
| lac Ambohimiely   | 20              | -18.7139, 46.6509         |
| lac Amparihimanga | 20              | -18.8541, 46.5465         |
| lac Analavana     | 64              | -19.0831, 46.8426         |
| lac Andranomena   | 81              | -18.9063, 46.6587         |
| lac Andranotoraha | 11              | -18.9493, 46.7422         |
| lac Faribindrano  | 9               | -18.9343, 46.7223         |
| lac Itasy         | 3 273           | -19.0594, 46.8009         |
| lac Lohazozoro    | 31              | -18.9914, 47.4295         |
| lac Manandona     | 32              | -18.8909, 46.6955         |
| lac Mandentika    | 66              | -18.8549, 46.7415         |
| lac Mangarika     | 9               | -18.8261, 46.6606         |
| lac Pilina        | 48              | -19.2986, 46.651          |

### Melaky
La région Melaky contient 41 lacs. Le plus grand est le lac Sahapy avec une superficie de 1 881 hectares.
| Nom du lac           | Superficie (ha) | Coordonnées géographiques |
| -------------------- | --------------- | ------------------------- |
| lac Ambararata       | 36              | -16.6441, 44.7742         |
| lac Ambendrabe       | 1               | -16.7978, 44.6724         |
| lac Ambondro         | 17              | -16.5252, 44.6099         |
| lac Ampandra         | 137             | -16.6599, 44.8249         |
| lac Ampary           | 1 579           | -16.7103, 44.8219         |
| lac Andrano Nakanga  | 11              | -16.7966, 44.4419         |
| lac Andrano Voribe   | 2               | -16.3753, 44.4908         |
| lac Andranomatsoraky | 28              | -16.5923, 44.728          |
| lac Andranovorimakoa | 214             | -18.7186, 44.4107         |
| lac Ankerika         | 582             | -19.0263, 44.4656         |
| lac Ankotrakotra     | 16              | -16.6251, 44.7589         |
| lac Antsohaly        | 601             | -19.1046, 44.5907         |
| lac Bebonoky         | 21              | -16.587, 44.7277          |
| lac Bedriatsy        | 10              | -16.324, 44.9044          |
| lac Befeno           | 8               | -17.7512, 44.3028         |
| lac Befotaka         | 896             | -19.0147, 44.4322         |
| lac Bekotrobaka      | 63              | -17.6244, 45.5821         |
| lac Bemamba          | 78              | -18.8584, 44.3572         |
| lac Bemena           | 12              | -16.6334, 44.6718         |
| lac Berevo           | 37              | -16.9668, 44.69           |
| lac Berohay          | 28              | -16.9292, 44.6939         |
| lac Betaolankena     | 111             | -16.3125, 44.8567         |
| lac Betaolankena     | 95              | -17.7099, 44.252          |
| lac Bevatry          | 18              | -16.2342, 44.6855         |
| lac Bevery           | 27              | -17.8839, 44.1791         |
| lac Bevoay           | 13              | -16.5968, 44.6654         |
| lac Jamo             | 74              | -19.1376, 44.7472         |
| lac Mahebo           | 102             | -17.8593, 45.2483         |
| lac Maliolio         | 9               | -18.5541, 44.1866         |
| lac Mandrozo         | 1 824           | -17.546, 44.0865          |
| lac Mangarika        | 287             | -17.6996, 45.5523         |
| lac Marovoaibe       | 634             | -16.9371, 44.6162         |
| lac Marovoaikely     | 445             | -16.9116, 44.5764         |
| lac Masama           | 923             | -18.8599, 44.4719         |
| lac Masiadolo        | 63              | -18.6612, 44.462          |
| lac Matsaritsarika   | 15              | -16.3398, 44.4801         |
| lac Sahapy           | 1 881           | -16.5161, 44.7            |
| lac Sariaka          | 19              | -18.7779, 44.531          |
| lac Soamalipo        | 802             | -19.0226, 44.4037         |
| lac Sotria           | 10              | -16.6808, 44.8576         |
| lac Tsibarihy        | 5               | -16.3641, 44.8818         |

### Menabe
La région Menabe contient 28 lacs. Le plus grand est le lac Bemarivo avec une superficie de 3 177 hectares.
| Nom du lac        | Superficie (ha) | Coordonnées géographiques |
| ----------------- | --------------- | ------------------------- |
| lac Ampamandrika  | 34              | -19.7422, 44.5718         |
| lac Andranomazava | 185             | -19.7219, 45.3119         |
| lac Andranomena   | 45              | -19.7084, 45.0695         |
| lac Andranomena   | 2 171           | -19.633, 44.9954          |
| lac Andranomiely  | 183             | -19.6932, 45.0593         |
| lac Anjiabe       | 39              | -18.6149, 45.1246         |
| lac Anketrevo     | 111             | -19.7766, 45.4073         |
| lac Asonjo        | 497             | -19.8359, 45.4463         |
| lac Bedrematsy    | 17              | -19.7245, 44.6374         |
| lac Begogo        | 52              | -19.624, 45.3749          |
| lac Bekoake       | 54              | -19.7206, 45.01           |
| lac Bemarivo      | 3 177           | -19.6208, 44.5747         |
| lac Berevo        | 347             | -19.7229, 44.9805         |
| lac Betsioky      | 2               | -19.6311, 45.4276         |
| lac Bevoay        | 9               | -21.3321, 44.1249         |
| lac Bofo          | 326             | -19.8277, 45.5141         |
| lac Bokarano      | 29              | -18.6925, 45.1651         |
| lac Hima          | 1 663           | -19.6575, 44.8034         |
| lac Iboboka       | 431             | -19.6433, 44.7172         |
| lac Komanomby     | 2 201           | -19.7446, 44.7335         |
| lac Lemena        | 7               | -19.7779, 45.0571         |
| lac Maombe        | 108             | -19.6048, 45.3704         |
| lac Mihoza        | 180             | -19.2056, 44.5387         |
| lac Molanga       | 19              | -18.8063, 45.3004         |
| lac Sariaka       | 633             | -19.6604, 44.7009         |
| lac Tsipoho       | 14              | -19.5567, 45.3966         |
| lac Tsitampolia   | 66              | -19.7636, 44.6867         |
| lac Tsivalaka     | 184             | -20.3349, 44.6673         |

### Sava
La région Sava contient 7 lacs. Le plus grand est le lac Sahaka avec une superficie de 647 hectares.
| Nom du lac       | Superficie (ha) | Coordonnées géographiques |
| ---------------- | --------------- | ------------------------- |
| lac Ampahana     | 369             | -14.7558, 50.1938         |
| lac Ampasimbato  | 222             | -14.0828, 50.1499         |
| lac Andamoty     | 150             | -14.3078, 50.1837         |
| lac Andohabe     | 429             | -14.3324, 50.1726         |
| lac Andranotsara | 21              | -13.4141, 50.009          |
| lac Inosy        | 268             | -13.8612, 50.131          |
| lac Sahaka       | 647             | -13.0949, 49.895          |

### Sofia
La région Sofia contient 42 lacs. Le plus grand est le lac Amparihy avec une superficie de 1 214 hectares.
| Nom du lac              | Superficie (ha) | Coordonnées géographiques |
| ----------------------- | --------------- | ------------------------- |
| lac Ambanjabe           | 108             | -16.0268, 47.5896         |
| lac Ambarabanja         | 31              | -14.8316, 47.3668         |
| lac Ambaravambolaka     | 72              | -15.9406, 47.7122         |
| lac Ambaravaratsaraingy | 22              | -14.3249, 48.5816         |
| lac Ambohibory          | 88              | -15.4312, 47.7884         |
| lac Amparihikely        | 222             | -15.791, 47.7153          |
| lac Amparihy            | 1 214           | -15.7549, 47.6987         |
| lac Andranomanintsy     | 2               | -15.3657, 47.9767         |
| lac Andrapongy          | 499             | -14.6947, 48.1437         |
| lac Ankaranga           | 565             | -16.0613, 47.5694         |
| lac Ankijanobe          | 148             | -15.3542, 47.9365         |
| lac Ankitrobaka         | 25              | -14.5655, 48.7335         |
| lac Ankofabe            | 29              | -14.3428, 48.59           |
| lac Ankorefo            | 12              | -14.8597, 47.3017         |
| lac Belailay            | 53              | -15.7598, 47.8153         |
| lac Belinta             | 24              | -14.8227, 47.3865         |
| lac Bemahia             | 68              | -14.7956, 47.4234         |
| lac Bemakamba           | 243             | -15.4663, 47.7295         |
| lac Berere              | 30              | -15.358, 47.8803          |
| lac Besisika            | 335             | -15.7841, 47.5801         |
| lac Bevary              | 355             | -16.2422, 47.4864         |
| lac Bevava              | 47              | -15.736, 47.1704          |
| lac Kakobo              | 117             | -19.0768, 44.5365         |
| lac Lavakofia           | 29              | -14.7561, 47.4545         |
| lac Maitsopaniaka       | 111             | -15.5347, 47.8872         |
| lac Mangitana           | 42              | -15.7774, 47.7459         |
| lac Marijiobe           | 130             | -16.0527, 47.6694         |
| lac Marijiokery         | 46              | -16.0526, 47.6556         |
| lac Marovario           | 163             | -15.4918, 47.7897         |
| lac Masiloka            | 277             | -14.8122, 47.407          |
| lac Matsaboribe         | 67              | -14.3495, 48.6054         |
| lac Matsaborimadio      | 2               | -14.5195, 48.7773         |
| lac Matsaborimena       | 8               | -15.3679, 47.9746         |
| lac Matsaborinibetra    | 10              | -15.3324, 47.3339         |
| lac Mena                | 12              | -15.5657, 47.7744         |
| lac Nosimborona         | 30              | -14.4981, 48.7138         |
| lac Saririaka           | 41              | -14.8285, 47.329          |
| lac Sinja               | 651             | -15.8888, 47.7041         |
| lac Soamanavaka         | 13              | -15.4067, 47.8097         |
| lac Sofia               | 238             | -14.5928, 49.0063         |
| lac Tseny               | 815             | -15.6642, 47.8521         |
| lac Tsiandrorana        | 8               | -14.7306, 47.4796         |

### Vakinankaratra
La région Vakinankaratra contient 3 lacs. Le plus grand est le lac Andraikiba avec une superficie de 118 hectares.
| Nom du lac     | Superficie (ha) | Coordonnées géographiques |
| -------------- | --------------- | ------------------------- |
| lac Andraikiba | 118             | -19.8717, 46.9699         |
| lac Andranobe  | 113             | -19.8227, 47.0003         |
| lac Tritriva   | 2               | -19.9281, 46.9249         |

### Vatovavy
La région Vatovavy contient 7 lacs. Le plus grand est le lac Morongara avec une superficie de 817 hectares.
| Nom du lac         | Superficie (ha) | Coordonnées géographiques |
| ------------------ | --------------- | ------------------------- |
| lac Analampontsy   | 703             | -20.4859, 48.5319         |
| lac Andranomavoina | 199             | -21.4339, 48.2932         |
| lac Karana         | 131             | -21.0509, 48.3965         |
| lac Manampana      | 78              | -21.3751, 48.3108         |
| lac Mavo           | 1               | -21.3691, 48.2832         |
| lac Morongara      | 817             | -21.4034, 48.2651         |
| lac Rangazava      | 767             | -20.9915, 48.4275         |